# Cuscuta saccharata
Cuscuta saccharata är en vindeväxtart som först beskrevs av Georg George Engelmann, och fick sitt nu gällande namn av Truman George Yuncker. Cuscuta saccharata ingår i släktet snärjor, och familjen vindeväxter. Inga underarter finns listade i Catalogue of Life.